# Geert Jan van Oldenborgh
Geert Jan van Oldenborgh (Rotterdam, 22 oktober 1961 – Gouda, 12 oktober 2021) was een Nederlands klimatoloog en natuurkundige.

## Levensloop
Van Oldenborgh studeerde theoretische natuurkunde aan de Universiteit Leiden en specialiseerde zich in de deeltjesfysica. In 1990 promoveerde hij aan de Universiteit van Amsterdam.
Sinds 1996 werkte hij bij het Koninklijk Nederlands Meteorologisch Instituut (KNMI) en daarnaast sinds 2019 als hoogleraar aan de Universiteit van Oxford. Hij bestudeerde onder andere de voorspelbaarheid van het El Niño-weerpatroon in de Grote Oceaan. Als onderdeel van zijn werk voor het KNMI heeft hij ook bijgedragen aan rapporten van het Intergouvernementeel Panel over klimaatverandering van de Verenigde Naties.
Samen met de Duitse klimaatonderzoeker Friederike Otto ontwikkelde hij een methode om kort na grote weersrampen de rol van klimaatverandering te bepalen. Van Oldenborgh was daarmee een van de grondleggers van attributie binnen de klimaatwetenschap. Dit leidde tot de oprichting van "World Weather Attribution", een internationaal netwerk van klimaatwetenschappers en -instituten.
Voor zijn werk ontving hij in 2021 de Orde van de Nederlandse Leeuw en de Technology Achievement Award van de European Meteorological Society (EMS). In september 2021 noemde Time hem, samen met Otto, een van de honderd meest invloedrijke mensen van 2021.

## Privéleven
Van Oldenborgh was getrouwd en had drie zoons. In 2013 werd bij hem de ziekte van Kahler vastgesteld. In oktober 2021 overleed Van Oldenborgh hieraan op 59-jarige leeftijd.
- International Standard Name Identifier: 0000 0003 8868 6301
- NARCIS: PRS1289159
- Nederlandse Thesaurus van Auteursnamen: 075256177
- ORCID: 0000-0002-6898-9535
- Semantic Scholar: 13270941
- Virtual International Authority File: 281963505
- WorldCat: E39PBJrKVW38cVr6Kj4VYttxjC